# Maletín
Maletín là một làng thuộc huyện Šumperk, vùng Olomoucký, Cộng hòa Séc.